# Frankrijk op het Eurovisiesongfestival 1990
Frankrijk deed in 1990 voor de drieëndertigste keer mee aan het Eurovisiesongfestival. In de Joegoslavische stad Zagreb werd het land op 5 mei vertegenwoordigd door Joëlle Ursull met het lied "White and Black blues". Ze eindigde met 132 punten op de 2de plaats.

## Nationale voorselectie
Net zoals het voorbije jaar, koos men ervoor om een interne selectie te houden.
Men koos voor de zangeres Joëlle Ursull met het lied White and Black blues.

## In Zagreb
In Joegoslavië moest Frankrijk optreden als 14de, net na Duitsland en voor Joegoslavië. Op het einde van de puntentelling werd duidelijk dat Frankrijk de 2de plaats had gegrepen met 132 punten, 17 punten minder dan de winnaar.
Men ontving 6 keer het maximum van de punten.

### Gekregen punten
Van Nederland en België ontving het respectievelijk 12 en 4 punten.

#### Finale
| 12 punten                                                               | 10 punten                     | 8 punten  | 7 punten     | 6 punten |
| ----------------------------------------------------------------------- | ----------------------------- | --------- | ------------ | -------- |
| - Finland - IJsland - Joegoslavië - Nederland - Noorwegen - Zwitserland | - Duitsland                   | - Ierland | - Cyprus     | - Israël |
| 5 punten                                                                | 4 punten                      | 3 punten  | 2 punten     | 1 punt   |
| - Denemarken - Spanje - Zweden                                          | - België - Portugal - Turkije |           | - Oostenrijk |          |

### Punten gegeven door Frankrijk

#### Finale
Punten gegeven in de finale:
| 12 punten | Luxemburg           |
| 10 punten | Verenigd Koninkrijk |
| 8 punten  | België              |
| 7 punten  | Ierland             |
| 6 punten  | Nederland           |
| 5 punten  | Spanje              |
| 4 punten  | Italië              |
| 3 punten  | Oostenrijk          |
| 2 punten  | Joegoslavië         |
| 1 punt    | Zwitserland         |